# Луговики (Кировская область)
 Луговики — деревня в Кировской области. Входит в состав муниципального образования «Город Киров»

## География
Расположена на расстоянии примерно 25 км по прямой на запад от железнодорожного вокзала станции Киров на правом берегу реки Быстрица.

## История
Известна с 1802 года как починок Над Быстритской рекой с 1 двором. В 1873 году здесь (Над Быстрицой рекой (Козьмы Булдакова) дворов 1 и жителей 14, в 1905 (починок Подле речку Быстрицуили Луговики) 4 и 35, в 1926 (починок  Луговики или Над Быстрицей рекой) 7 и 50, в 1950 20 и 95, в 1989  1  постоянный житель. Административно подчиняется Октябрьскому району города Киров. Ныне имеет дачный характер.

## Население
Постоянное население не было учтено как в 2002 году, так и в 2010.